# Equació d'estat d'Anton-Schmidt
L'equació d'estat d'Anton-Schmidt és una equació d’estat empírica per a sòlids cristal·lins (per exemple, per a metalls purs o compostos intermetàl·lics. Les investigacions mecàniques quàntiques de compostos intermetàl·lics mostren que la dependència de la pressió sota deformació isotròpica es pot descriure empíricament per
{\displaystyle p(V)=-\beta \left({\frac {V}{V_{0}}}\right)^{n}\ln \left({\frac {V}{V_{0}}}\right)}.
La integració de {\displaystyle p(V)} condueix a l'equació d'estat per a l'energia total. L'energia {\displaystyle E} necessària per comprimir un sòlid al volum {\displaystyle V} és
{\displaystyle E(V)=-\int _{V}^{\infty }p(V^{\prime })dV^{\prime }}
que dona 
{\displaystyle E(V)={\frac {\beta V_{0}}{n+1}}\left({\frac {V}{V_{0}}}\right)^{n+1}\left[\ln \left({\frac {V}{V_{0}}}\right)-{\frac {1}{n+1}}\right]-E_{\infty }}.
Els paràmetres d’ajust {\displaystyle \beta ,n} i {\displaystyle V_{0}} estan relacionats amb les propietats del material, on
- {\displaystyle \beta } és el mòdul de compressibilitat {\displaystyle K_{0}} al volum d’equilibri {\displaystyle V_{0}}.
- {\displaystyle n} es correlaciona amb el paràmetre de Grüneisen {\displaystyle n=-{\frac {1}{6}}-\gamma _{G}}.[2][3]

Tanmateix, el paràmetre d'ajust {\displaystyle E_{\infty }} no reprodueix l'energia total dels àtoms lliures.
L'equació d'energia total s'utilitza per determinar les constants de materials elàstics i tèrmics en paquets de simulació de química quàntica.